# Fresno de la Ribera
Fresno de la Ribera est une municipalité espagnole de la communauté autonome de Castille-et-León et de la province de Zamora. En 2023, elle comptait 342 habitants.

## Source
- (es) Cet article est partiellement ou en totalité issu de l’article de Wikipédia en espagnol intitulé « Fresno de la Ribera » (voir la liste des auteurs).